# Художник-костюмер
Художник-костюмер, художник з костюмів — спеціаліст, що відповідає за створення костюмів для театру, кіно чи телебачення. Він працює в творчій групі під керівництвом сценографа (художника-постановника), співпрацює з режисером-постановником, звукорежисером, світлодизайнером, гримером і актором, для якого призначається костюм. Таким чином, художник-костюмер бере участь у процесі створення кіно-телефільму або вистави від початку і до кінця.
Завдання костюмера полягає у створенні візуального образу персонажа, що робить його одним з найважливіших людей на сцені або знімальному майданчику. Костюм створюється у відповідності з вимогами тієї епохи, яка зображується у творі, баченням постановника і драматурга, а також особистістю актора. Костюм повинен відображати соціальний статус, характер і зовнішність персонажа. Крім цього, костюм має відповідати вимогам постановки: не сковувати рухи акторів, предмети одягу повинні піддаватися ремонту і пранню, витримувати умови виробництва.
Художник з костюмів повинен співпрацювати не лише з режисером, але і з усією постановною групою, щоб переконатися, що всі постановні елементи поєднуються і добре працюють разом. Крім творчих здібностей художник з костюмів має володіти знаннями в галузі моделювання, креслення, текстилю та історії моди. Художник має розуміти, який одяг притаманний тій чи іншій епосі, а також уявляти собі манеру пересування і поставу, яких вимагає той чи інший костюм.

## Види художників-костюмерів
Як правило, професійні художники-костюмери діляться на три основних типи: фрилансери, штатні і академіки.
- Фрилансерів наймають для роботи над конкретною кіно-, телевізійною, театральною, танцювальною або оперною постановкою. Вони можуть бути прив'язані до театру, каналу або студії, де працюють, а можуть бути просто найманими вільними художниками. Оплата їх праці може здійснюватися трьома різними способами: передоплатою, на момент завершення робіт чи після відкриття вистави (прем'єри фільму, серіалу або передачі). Художники-фрилансери не зобов'язані обмежувати себе тільки однією постановкою і можуть працювати в декількох місцях відразу.
- Штатні наймаються певним театром, студією чи телеканалом для серії постановок (серіалів, фільмів, передач). Контракт може охоплювати як короткий сезонний період, так і роки співпраці. Також, в деяких випадках, при наявності цього пункту в контракті, штатним художникам не дозволяється брати роботу на стороні. На відміну від фрілансерів, штатні завжди мають бути на місці і бути доступними для трупи.
- Академіки, як правило, ведуть професійні навчальні курси. Зазвичай вони виконують роль, насамперед, інструктора, але можуть також перебувати в штаті театру, студії чи телеканалу, працюючи за фахом. Крім того, вони часто працюють фрилансерами.

## Етапи роботи художника-костюмера в кіно
В кінопроцесі художник-костюмер стоїть на чолі так званого «цеху костюмів» і відповідає за бюджет, створення концепції персонажів, а нерідко, замовлення матеріалів і навіть пошиття виробів, під його керівництвом працюють асистент художника-костюмера і костюмери. Традиційно, порядок роботи над проектом художника-костюмера виглядає так:
1. Ознайомлення зі сценарієм: створення образів героїв в голові художника.
2. Розмова з продюсером: фактично, обговорення бюджетів і термінів, які потрібні матеріали, скільки часу знадобиться на пошиття тощо.
3. Координація з режисером і художником-постановником: більш ретельне опрацювання персонажів і їх зовнішнього вигляду.
4. Перші акторські проби: відбувається підбір костюмів з тих, що вже є на кіноскладі і які максимально близькі до фінального бачення персонажа художника, так починає формуватися той образ, який у підсумку буде на екрані.
5. Розробка референсів та ескізів для фільму: на даному етапі вибирається основа для зовнішнього вигляду персонажів у формі малюнків художника або фотографій (наприклад, відповідної епохи). Все це, аж до відтінків, фактури і малюнка тканин повинно відображати характер майбутнього персонажа. Референсами можуть слугувати навіть музичні твори і об'єкти живої/неживої природи.
6. Закупівля матеріалів і тканин: Враховуючи, що потрібні матеріали буває не так легко знайти, часто необхідні речі замовляються з-за кордону, художник має бути впевнений, що все буде відповідати його задумам і працювати в купі зі світлом і кольорокорекцією. Іншими словами, виглядати належним чином вже на екрані.
7. Пошиття виробів: Хоча для другорядних акторів і масовки костюми беруться з підбору, часто їх доводиться виготовляти в спеціальних майстернях. Таким чином, щоб витримувалась «правда життя» і «правда мистецтва», костюми нерідко доводиться штучно зістарювати і припасовувати за розміром, щоб сюжетно вони виглядали органічно.
8. Примірка готових костюмів: Художник зустрічається з акторами, бажано в присутності режисера-постановника і остаточно формує образи героїв. Розробляються потрібні пози відповідно до манер і фактур конкретних артистів. Трапляються форс-мажори, коли в останній момент відбувається заміна акторів, і костюм необхідно заново підшивати або переробляти з нуля.
9. Знімальний процес і логістика виробів: Художникам слід бути присутнім на зйомках, щоб переконатися в тому, що костюми правильно сидять на акторах, а також у тому, щоб останні трималися і вели себе відповідно образу і соціальному положенню персонажа. Це стосується також етикету поводження з одягом згідно з епохою.
10. Пост-продакшн: Доля костюмів для кіно по завершенні зйомок дуже неоднозначна. Часто вони потрапляють в підбір для майбутніх стрічок, іноді знищуються або переходять до продюсерів. Окремі речі залишаються у художників з костюмів, у майстернях-роздягалень і потрапляють на спеціальні тематичні виставки.[1]